# 謝瓌
謝瓌（1417年—？），字良珍，海州千戶所人，軍籍。明朝政治人物。進士出身。

## 生平
應天府鄉試第九十五名。正統十三年（1448年）戊辰科會試第四十二名，殿試登進士第二甲第四十名。

## 家族
曾祖謝本初。祖父謝友春。父亲謝宗德。